# 黄文超 (中国工程师)
黄文超（1930年9月—），广东台山人。中华人民共和国工程师。

## 生平
1952年，毕业于沪江大学会计系。历任丰满水电工程公司会计员，东北水电工程公司主任会计员，云南省电业管理局财务处基建财务组组长，云南省电力局援外办公室供应组组长，水利电力部第十四工程局副总会计师、副局长兼总会计师等职，曾援建喀麦隆拉格都水电站。